# قرمطیان
قرمطی‌ها یا قرامطه گروهی از هواداران شیعه اسماعیلی بودند که پس از قیام علی بن محمد بُرقَعی نامدار به صاحب الزنج، در میان سال‌های ۲۵۵ الی ۲۷۰ ه‍.ق (۸۶۹ تا ۸۸۴ میلادی) در نواحی جنوبی عراق و خوزستان به‌دست حمدان قرمط برپا شد. آنها بنیان حکومت عباسیان را متزلزل ساخته و مستقلاً وارد صحنهٔ مبارزه شده در بحرین و جنوب خلیج فارس قیام کردند و حکومتی تشکیل دادند که از نظر قدرت و دوام و حدود قلمرو و بسط حکومت و تأسیس نظام اجتماعی برای رفاه مستمندان، از نهضت صاحب‌الزنجی برتر و مهم‌تر بود. مطرح شده که ابوسعید بن بهرام جنابی بنیانگذار فرماروایی قرمطیان از نوادگان پادشاهان پارسی بوده ، اینکه این موضوع را خودش مطرح کرده یا بعدها به او نسبت داده شده است مشخص نیست.

## ریشه نام قرمطی
قرمطی‌ها نام خود را از حمدان قرمطی گرفته‌اند. در مورد واژه قرمط دیدگاه‌های مختلفی وجود دارد. بعضی گفته‌اند به‌علت کوتاهی قد و پاهای حمدان به او قرمطی می‌گفتند، بعضی گفته‌اند قرمط نام پدر حمدان بوده و دیگران گفته‌اند این نام غیر عربی است که معرب شده‌ است و در اصل آن اختلاف وجود دارد. حمدان قرمطی در نزدیکی روستایی در کوفه به دنیا آمد . گفته شده که اصل آن گرمتین یا کرمتین بوده که به قرمطی عربی شده‌است، برخی هم نام او را آرامی دانسته اند.

## باورهای قرمطی‌ها
قرمطی‌ها از لحاظ مذهبی شاخه ای از شیعه اسماعیلی بودند. آن‌ها پس از فوت امام ششم شیعیان، جعفر صادق در سال ۱۴۸ ه‍. ق، به امامت، محمد بن اسماعیل، فرزند اسماعیل بن جعفر اعتقاد داشته و باور داشتند که او باز خواهد گشت و به عنوان مهدی دوران عدالت را به وجود خواهد آورد.

### هفت امام
به گفته قرمطی‌ها، تعداد امام‌ها ثابت بوده و هفت امام از سوی خداوند مقدر شده‌است. این گروه، محمد بن اسماعیل را، امام قائم و مهدی موعود، در اختفا می‌دانند که از آن به عنوان غیبت یاد می‌شود.
| امام : 90 | امام‌های اسماعیلی‌های قرمطی     | دوران            |
| ۱         | علی بن ابی‌طالب - اولین امام   | (۲۳ پ. ه‍-۴۰ ه‍.ق)   |
| ۲         | حسن بن علی - دومین امام       | (۳ ه‍. ق–۵۰ ه‍.ق)    |
| ۳         | حسین بن علی - سومین امام      | (۴ ه‍. ق-۶۱ ه‍.ق)    |
| ۴         | علی بن حسین - چهارمین امام    | (۳۸ ه‍. ق-۹۵ ه‍.ق)   |
| ۵         | محمد باقر - پنجمین امام       | (۵۷ ه‍. ق-۱۱۴ ه‍.ق)  |
| ۶         | جعفر صادق - ششمین امام        | (۸۳ ه‍. ق-۱۴۸ ه‍.ق)  |
| ۷         | محمد بن اسماعیل - هفتمین امام | (۱۰۳ ه‍. ق-۱۳۸ ه‍.ق) |

### امام‌های اسماعیلی که توسط قرمطی‌ها پذیرفته نشدند
امام‌های اسماعیلی، بعد از محمد بن اسماعیل، از سوی برخی گروه‌های قرمطی پذیرفته نشد. آن‌ها از پذیرش امام‌های فاطمی امتناع ورزیدند و به ظهور مهدی موعود اعتقاد داشتند، آن‌ها، امام‌های جدید را، به‌عنوان بدعت‌گذارانی مشکوک در نظر می‌گرفتند.
- عبادالله بن محمد (وفی احمد) (۱۷۹ ه‍. ق-۲۱۲ ه‍.ق)
- احمد بن عبادالله (تقی محمد) (۱۷۴ ه‍. ق-۲۱۲ ه‍.ق)
- حسین بن احمد (عبدالله زکی) (۲۱۰ ه‍. ق-۲۲۵ ه‍.ق)
- عبیدالله مهدی بالله (۲۵۹ ه‍. ق-۳۲۹ ه‍.ق) (بنیان‌گذار خلافت فاطمی)

### تاریخچه جنبش
یوگنی برتلس خاورشناس روسی دربارهٔ سابقهٔ قرمطی‌ها می‌نویسد:
از آغاز قرن چهارم هجری، پس از تأسیس دولت‌های فاطمی مصر و قرمطیان بحرین بود که باطنیان به قرمطیان بمعنی اخص و اسماعیلیان منشعب شدند. ولی تاریخ‌نویسان نزدیک به آن دوره اعتقاد دارند که آئین قرمطی منسوب به نام قرمط پس از آنکه میان حمدان قرمط در حدود سال ۲۸۰ هجری با مرکز دعوت اسماعیلی در اهواز اختلاف افتاد، از لحاظ تشکیلاتی از مذهب اسماعیلی جداشد و با روشی مستقل در راستای آرمان‌های اجتماعی وهدف‌های سیاسی خود شروع به فعالیت کرد. این نظریه بیشتر مورد تأیید است، زیرا باطنیان خود شاخه‌ای از اسماعیلیه بودند یا هر کسی در آئین تناسخ روح راز دار بود اورا باطنی می‌خواندند.
در هر صورت قرمطی‌ها یک جنبش اجتماعی مذهبی کاملاً سازماندهی شده را به وجود آوردند که با تشکیل سه حکومت؛ بحرین از ۲۸۶ ه‍.ق تا ۳۶۶ ه‍.ق و مولتان هند از ۳۱۸ ه‍.ق تا ۳۹۶ ه‍.ق و حکومت مصر و تونس به نام فاطمی‌ها از سال ۲۹۷ ه‍.ق تا ۵۵۵ ه‍. ق، یعنی جمعاً ۲۶۴ سال در مقابل خلفای اسلام در بغداد ایستادگی نمودند. در واقع آنچه به حاکمیت اعراب در ایران مربوط می‌شود، قرمطی‌ها آن را باضعف روبرو ساختند که تا در نهایت به دست هولاکو خان به‌طور کامل انقراض یابد.
عبدالقاهر گوید: اصحاب تواریخ گفته‌اند که واضعین اساس مذهب باطنیه از اولاد مجوس (زرتشتیان) و مایل به دین اسلاف خود بوده‌اند، و چون جرئت نمی‌کردند این عقیده را صراحته بیان کنند، دعوت خود را در لباس مذهب باطنی انتشار دادند.

### فلسفهٔ قرمطی‌ها
فلسفهٔ قرمطی‌ها در خطوط کلی با فلسفهٔ اسماعیلیان اختلافی ندارد. شناخت فلسفهٔ این فرقه، مبتنی بر شناخت فلسفهٔ اخوان‌الصفا است و در مجموعهٔ رسائل آن‌ها مباحث مفصلی دربارهٔ آرای علمی و فلسفی وجود دارد. دانشمندان اسلام در آرای قرمطی‌ها، آثار هجوم زرتشتی‌ها و مزدکی‌ها و مانوی‌ها را برای انهدام ارکان اسلام به عیان می‌دیدند، چنان‌که غزالی تعلیمات قرمطی‌ها را کفر می‌خواند و می‌گفت: «ایشان در عقیده به دو مبدأ از ثنویت مجوس الهام گرفته‌اند ولی به جای «نور» و «ظلمت»، دو لفظ «سابق» و «تالی» را به کار می‌برند. قرمطی‌ها فلسفه و مذهب خود را برای پیروانشان آشکار نمی‌کردند، مگر بعد از آماده ساختن طولانی و طی مراحل مختلفی که روش فیثاغورسی‌ها و مانوی‌ها را به یاد می‌آورد.»

## جنبش و دولت قرمطی‌ها
جنبش قرمطی‌ها، جنبشی بر ضد دستگاه خلافت عباسی بود، که از بصره آغاز شد. قرمطی‌ها موفق شدند که، بخش اعظمی از قلمرو خلافت عباسی بویژه جنوب عراق و خوزستان و شهر های هگر(هجر) و بندر پنیات اردشیر(خط) در مجمع الجزایر بحرین و سپس کل سواحل منطقه قطیف و بحرین را تصرف کنند. آن‌ها معتقد به قیام مسلحانه و کشتار و سوزاندن و تاراج مخالفان خود بودند. همچنین اعتقادی به زیارت قبور و بوسیدن حجرالاسود و بسیاری از ارکان حج (بنا بر اعتقادات ریشه‌دار) نداشتند. قرمطیان نوروز را مبارک دانسته و آن را جشن می گرفتند. ابوطاهر جنابی (گناوه ای) توانست مکه را فتح و حجر الاسود را به قطیف منتقل نماید. حسن قرمطی نیز دمشق و اکثر مناطق شام از تارسوس در ترکیه امروزی تا عریش در مصر امروزی را فتح کرد . در بخشی از سفرنامه ناصر خسرو قبادیانی هنگام بازدید از احسا پایتخت قرمطیان می‌خوانیم: از مردم شهر مالیاتی گرفته نمی‌شد، اگر کسی فقیر یا مقروض می‌شد به او کمک مالی می‌شد (از طرف دولت)، هر بیگانه ای که وارد شهر می‌شد و حرفه ای بلد بود به او کمک مالی می‌شد تا کارش را راه بیندازد. در شهر آسیاب‌ها باشد که مال سلطان است و به‌طور رایگان غله مردم را آرد می‌کند. در شهر نماز جمعه بر پا نمی‌کردند اگر کسی نماز بخواند مانعش نمی‌شوند اما خودشان نماز نمی‌خوانند
زنان در دولت قرمطی از جایگاه بالایی برخوردار بودند، آن ها در کنار مردان آموزش می‌دیدند، در امورات نظامی و نبرد ها شرکت داشتند و اجباری برای پوشیدن حجاب نداشتند. شهر احساء که تا قبل از حکومت قرمطی‌ها یک روستای ساده و کم جمعیت بود، پس از اینکه به مدت یک سده پایتخت قرمطی‌ها شد، در سال ۱۰۰۰ میلادی با ۱۱۰ هزار نفر جمعیت تبدیل به نهمین شهر بزرگ و پر جمعیت دنیا شد که در طول تاریخ شبه جزیره عرب بی سابقه است. ناصر خسرو که در اواخر دوران حکومت قرمطیان در احساء به این شهر سفر می کند در سفرنامه خود می گوید که فقط ۳۰ هزار برده زنگی و حبشی در این شهر به کشاورزی و باغبانی مشغول بودند.

## تأثیر قرمطی‌ها در نهضت‌های انقلابی و فکری اسلام
قرمطی‌ها بدون تردید در فکر اسلامی اثری عمیق داشته‌اند. اثر شگرف اخوان الصفا در فلسفه و تصوف مسلمانان جای گفتگو نیست. لویی ماسینیون می‌گوید :
 متصوفه با اینکه با اسماعیلیه و قرامطه در مبارزه بودند، از آنها اصطلاحات متعددی فرا گرفتند، مانند نورانی، نفسانی، روحانی، جسمانی، شعشعانی، وحدانی، ناموس، لاهوت، ناسوت، جبروت، فیض، حلول، ظهور، جولان، تکوین، تلویح، تأیید و جز اینها. نیز می‌بینیم که شهاب‌الدین سهروردی، اصطلاح «نور قاهر» را به کار برده‌است، چنان‌که ابن عربی تأویل قرآن را از ایشان اقتباس کرده، اگر چه در تأویل، راهِ اعتدال پیموده‌است.
 نیز آیین خرقه‌پوشیِ اخوت‌های صوفیه به تقلید از مراسم قرمطی‌ها (اسماعیلیان) نخست در سدهٔ ششم هجری به وجود آمد. دربارهٔ نهضت‌های انقلابی و مبارزه در راه مساوات و برابری باید گفت که قرمطی‌ها پیکار دامنه‌داری با حکومت عباسیان و در پاره‌ای موارد با فاطمی‌ها داشتند و پایه‌های دولت عباسی را برای مدت زیادی به تزلزل انداختند و توانستند نفوذ سیاسی و اجتماعی خود را از راه تبلیغ مذهب در پهنه‌ای از جهان اسلام از مغرب گرفته تا مشرق توسعه دهند و امرا و صاحبان قدرت را به کیش خود درآورند و مردم را در جهت رهایی از ظلم و ستم رهبری کنند.

## حملهٔ ابوطاهر جنّابی به مکه
در سال ۳۱۷ ه‍.ق حاجیان، بی‌مزاحمت و آزار قرمطی‌ها به مکه رسیدند. روز هشتم ذی حجه (روز ترویه) ابوطاهر جنابی با ششصد سوار و نهصد پیاده به مکه حمله کرده و اموال حاجیان را غارت و در مسجدالحرام و حتی در خانهٔ کعبه کشتار کرده، قسمتی از اجساد را در چاه زمزم ریختند. درب کعبه و حجرالاسود را از جا کنده به هجر بردند. پوشش کعبه را قطعه قطعه کرده تقسیم نمودند و خانه‌های (ثروتمندان) مکه را غارت کردند. بنا به گفتهٔ آدام متز: فقرای مکه نیز در غارت شهر مقدس شرکت داشتند و تنها بادیه‌نشینان بیرون مکه در برابر یورشگران به مقاومت برخاستند.
- مسعودی گوید: ابوطاهر قرمطی (جنابی) سوی مکه رفت و امیر آنجا محمدبن اسماعیل ملقب به ابن مخلب بود. مردان حکومت و عامه از خارج و غیره به جنگ او آمدند، اما از آن پس که نطیف غلام ابن حاج که جزو شحنه مکه بود کشته شد همه گریختند و او هفتم ذی حجه همین سال (۳۱۷ ه‍) با ششصد سوار و هفتصد پیاده وارد مکه شد و شمشیر در مردم نهاد. در شمار کشتگان و اسیران از اهل شهر و ولایت‌های دیگر اختلاف هست. بعضی سی هزار و بعضی کمتر و بیشتر گفته‌اند. در دل کوه و دره‌ها و صحراها از تشنگی و سختی آنقدر مردم هلاک شدند که به‌شمار نیاید. ابوطاهر درب حرم را که پوشش طلا داشت از جا بکند و تخریبات جد به بنای کعبه وارد آورد. اقامت آنان در مکه هشت روز بود که صبح شنبه از همین ماه از مکه به همراه کاروانی از اموال غارت شده و حجرالاسود و … از مکه خارج شدند.[۲۸]